# Sci di fondo ai X Giochi paralimpici invernali
Le gare di sci di fondo ai X Giochi paralimpici invernali di Vancouver si sono svolte dal 14 al 21 marzo 2010 al Whistler Olympic Park.

## Categorie
Ognuna delle gare sulle varie distanze dello sci di fondo è composta da tre tipi di competizioni:
- ipo e non vedenti (visually impaired, secondo la frequente espressione in inglese): tre categorie, da B1 (totalmente non vedenti) a B3 (parziale visibilità);
- in piedi (standing): nove categorie, da LW1 a LW9 (a seconda del tipo di amputazione);
- seduti (sitting): cinque categorie, da LW10 a LW12 aumentando progressivamente di mezzo punto (con paraplegia a gravità decrescente: nella categoria LW12 rientrano anche gli amputati che gareggiano da seduti).

Viene comunque stilata un'unica classifica, ma i tempi dei singoli concorrenti vengono compensati applicando la cosiddetta "formula di compensazione del tempo" (adjusted time formula) a seconda della categoria di appartenenza. Per le categorie ipo e non vedenti e in piedi sono previste gare sia in tecnica libera, sia in tecnica classica.

## Podi

### Uomini
| Evento                       | Oro                                                   | Tempo    | Argento                                                        | Tempo    | Bronzo                                                       | Tempo    |
| 1 km sprint tecnica classica |                                                       |          |                                                                |          |                                                              |          |
| In piedi                     | Yoshihiro Nitta                                       | 3'30"7   | Kirill Michajlov                                               | 3'32"3   | Ilkka Tuomisto                                               | 3'33"9   |
| Seduti                       | Sergej Šilov                                          | 2'31"8   | Irek Zaripov                                                   | 2'31"9   | Vladimir Kiselëv                                             | 2'36"6   |
| Ipo e non vedenti            | Brian McKeever                                        | 3'42"9   | Nikolaj Poluchin                                               | 3'47"0   | Zebastian Modin                                              | 3'50"2   |
| 10 km tecnica classica       |                                                       |          |                                                                |          |                                                              |          |
| In piedi                     | Yoshihiro Nitta                                       | 26'29"5  | Kirill Michajlov                                               | 27'01"7  | Hryhoriy Vovčyns'kyj                                         | 27'03"7  |
| Seduti                       | Irek Zaripov                                          | 27'12"1  | Enzo Masiello                                                  | 28'21"1  | Dzmitry Loban                                                | 28'25"1  |
| Ipo e non vedenti            | Brian McKeever                                        | 26'01"6  | Helge Flo                                                      | 27'27"3  | Nikolaj Poluchin                                             | 27'40"7  |
| 15 km                        |                                                       |          |                                                                |          |                                                              |          |
| Seduti                       | Irek Zaripov                                          | 41'01"01 | Roman Petuškov                                                 | 41'11"01 | Enzo Masiello                                                | 41'54"09 |
| 20 km tecnica libera         |                                                       |          |                                                                |          |                                                              |          |
| In piedi                     | Kirill Michajlov                                      | 52'07"7  | Nils Erik Ulset                                                | 53'34"1  | Vladimir Kononov                                             | 53'53"4  |
| Ipo e non vedenti            | Brian McKeever                                        | 51'14"7  | Nikolaj Poluchin                                               | 51'55"6  | Vasilij Šapcjaboj                                            | 52'22"5  |
| Staffette                    |                                                       |          |                                                                |          |                                                              |          |
| 1 x 4 km + 2 x 5 km          | Russia Sergej Šilov Kirill Michajlov Nikolaj Poluchin | 38'54"8  | Ucraina Jurij Kostjuk Hryhoriy Vovčyns'kyj Vitalij Luk'janenko | 39'16"7  | Norvegia Trygve Toskedal Larsen Vegard Dahle Nils Erik Ulset | 39'49"0  |

### Donne
| Evento                       | Oro                                                      | Tempo   | Argento                                                      | Tempo   | Bronzo                                                          | Tempo   |
| 1 km sprint tecnica classica |                                                          |         |                                                              |         |                                                                 |         |
| In piedi                     | Oleksandra Kononova                                      | 4'21"4  | Shoko Ota                                                    | 4'26"8  | Anna Burmistrova                                                | 4'31"3  |
| Seduti                       | Francesca Porcellato                                     | 2'58"5  | Olena Jurkovska                                              | 3'00"0  | Ljudmila Vaučok                                                 | 3'01"9  |
| Ipo e non vedenti            | Verena Bentele                                           | 4'14"2  | Michalina Lisova                                             | 4'44"2  | Ljubov' Vasil'eva                                               | 4'54"4  |
| 5 km tecnica classica        |                                                          |         |                                                              |         |                                                                 |         |
| In piedi                     | Oleksandra Kononova                                      | 16'01"3 | Julija Batenkova                                             | 16'03"7 | Larisa Varona                                                   | 17'38"2 |
| Seduti                       | Ljudmila Vaučok                                          | 14'56"6 | Andrea Eskau                                                 | 15'11"4 | Colette Bourgonje                                               | 15'16"4 |
| Ipo e non vedenti            | Verena Bentele                                           | 15'08"8 | Michalina Lisova                                             | 16'00"3 | Tatiana Iljučenko                                               | 17'18"4 |
| 10 km                        |                                                          |         |                                                              |         |                                                                 |         |
| Seduti                       | Ljudmila Vaučok                                          | 30'52"9 | Colette Bourgonje                                            | 31'49"8 | Olena Jurkovska                                                 | 32'43"5 |
| 15 km tecnica libera         |                                                          |         |                                                              |         |                                                                 |         |
| In piedi                     | Anna Burmistrova                                         | 49'16"3 | Julija Batenkova                                             | 49'23"5 | Katarzyna Rogowiec                                              | 51'04"1 |
| Ipo e non vedenti            | Verena Bentele                                           | 45'11"1 | Ljubov' Vasil'eva                                            | 48'34"1 | Jadviha Skorabahataja                                           | 49'19"3 |
| Staffette                    |                                                          |         |                                                              |         |                                                                 |         |
| 3 x 2,5 km                   | Russia Marija Iovleva Michalina Lisova Ljubov' Vasil'eva | 20'23"2 | Ucraina Olena Jurkovska Julija Batenkova Oleksandra Kononova | 20'42"7 | Bielorussia Larisa Varona Ljudmila Vaučok Jadviha Skorabahataja | 22'04"2 |

## Medagliere
| Posizione | Paese       |   |   |   | Totale |
| --------- | ----------- | - | - | - | ------ |
| 1         | Russia      | 7 | 9 | 6 | 22     |
| 2         | Canada      | 3 | 1 | 1 | 5      |
| 3         | Germania    | 3 | 1 | 0 | 4      |
| 4         | Ucraina     | 2 | 5 | 2 | 9      |
| 5         | Giappone    | 2 | 1 | 0 | 3      |
| 6         | Bielorussia | 2 | 0 | 6 | 8      |
| 7         | Italia      | 1 | 1 | 1 | 3      |
| 8         | Norvegia    | 0 | 2 | 1 | 3      |
| 9         | Finlandia   | 0 | 0 | 1 | 1      |
| 9         | Polonia     | 0 | 0 | 1 | 1      |
| 9         | Svezia      | 0 | 0 | 1 | 1      |